# لارس جنسن
لارس جنسن (بالدنماركية: Lars Jensen)‏ (4 يوليو 1975 بالدنمارك - ) هو لاعب كرة قدم دانمركي في مركز الدفاع. لعب مع نادي هورسينس وهولشتاين كيل ويان ريغينسبورغ.

## وصلات خارجية
- لارس جنسن على موقع قاعدة بيانات كرة القدم.إي يو (الإنجليزية)
- لارس جنسن على موقع بيانات كرة القدم. دي إي (الألمانية)